# Bacchisa perakensis
Bacchisa perakensis là một loài bọ cánh cứng trong họ Cerambycidae.